# Corail (rijtuig)
Corail is een rijtuigtype met verhoogd comfort van de Franse spoorwegen (SNCF). De naam betekent koraal maar is ook een samentrekking van comfort en rail.
De rijtuigen werden in dienst gesteld vanaf 1975. Ze zijn geschikt voor 160 tot 200 kilometer per uur op middellange afstand. Op lange afstand zijn ze grotendeels verdrongen door de TGV (hogesnelheidstrein).

## SNCF

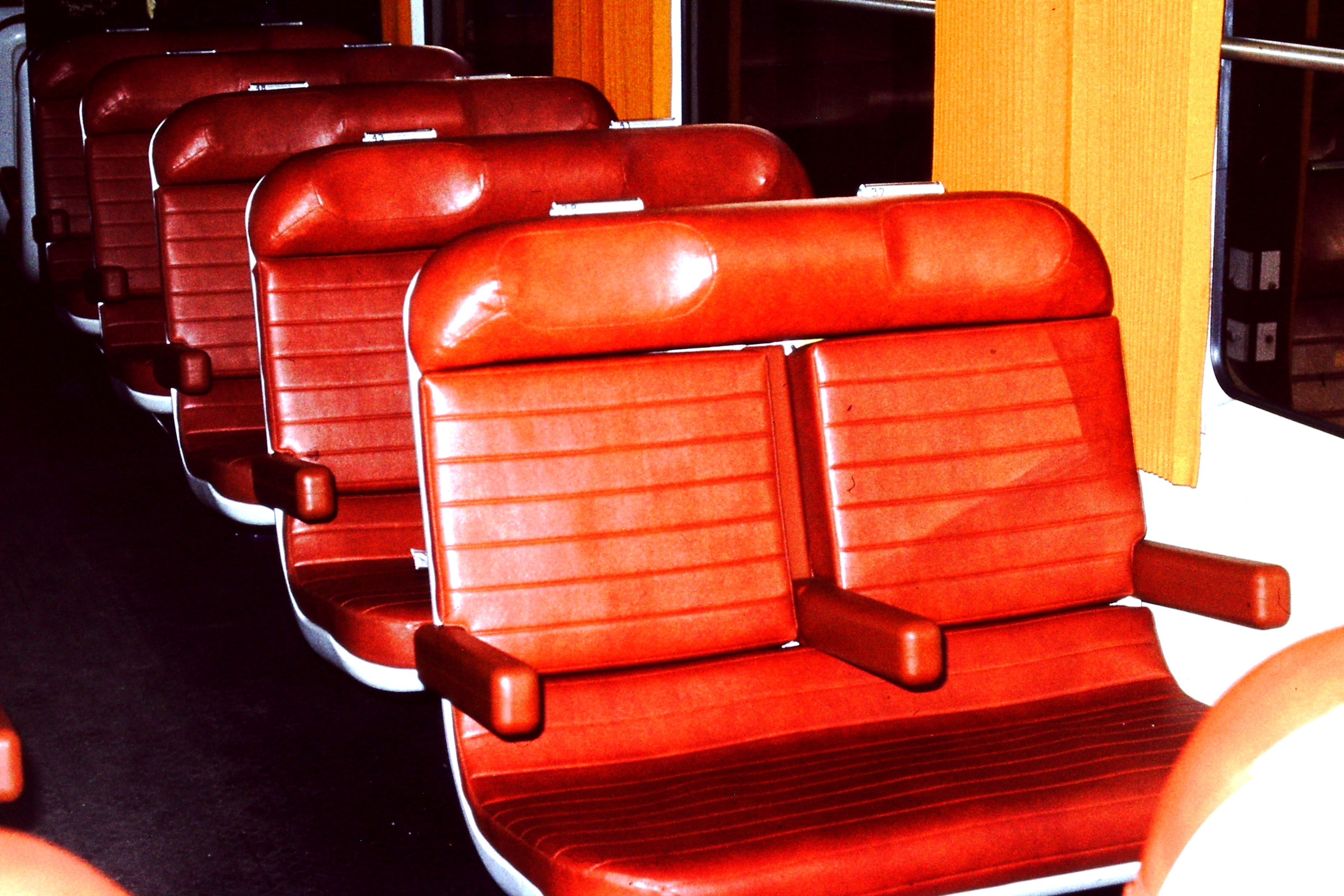
Interieur uit de beginperiode van een tweede klasse Corail-rijtuig

De aanschaf van de Corail-rijtuigen was een grote investering voor de SNCF. In totaal werden meer dan 3.000 rijtuigen aangeschaft hetgeen een grote verbetering voor het comfort van de reizigers betekende. De rijtuigen werden gebouwd door Franco-Belge en Alsthom. De meeste rijtuigen hebben een maximumsnelheid van 160 kilometer per uur, sommige rijtuigen hebben een maximumsnelheid van 200 kilometer per uur.
De Corail-rijtuigen werden ingezet op langeafstandstreinen en slaaptreinen in heel Frankrijk. Door de uitbreiding van het TGV-netwerk werden de rijtuigen steeds meer verplaatst naar regionale treindiensten.
In de jaren 90 werden de rijtuigen gemoderniseerd. Veel rijtuigen kregen een nieuw interieur en de kleur van de rijtuigen werd gewijzigd van oranje, wit en grijs naar grijs, met rode kleuren voor de eerste klas en aquamarijn-groen voor de tweede klas. Rond 2003 werden een aantal rijtuigen grondig gemoderniseerd voor gebruik op Téoz-diensten. Dit waren treinen tussen grote steden waar geen TGV-treinen reden, maar waar wel een gelijkwaardig comfort werd geboden.
In 2004 verbouwde Alstom enkele rijtuigen in nieuwe stuurstandrijtuigen, voor gebruik op TER-diensten in de Elzas (TER 200) en in de Bourgogne.
Na de introductie van de nieuwe merknaam Intercités in 2012 is begonnen met een verbouwing van een deel van het Corail-park. Een deel van de rijtuigen wordt niet meer gebruikt, een ander deel is overgedragen aan de regionale raden voor gebruik op TER-diensten.

## Inzet bij NS
De Nederlandse Spoorwegen hebben vanaf 1978 een serie van 17 Corail-rijtuigen en vanaf 1983 nog 5 Corail-rijtuigen van de SNCF gehuurd tot en met 1984. De draaistellen van dit type rijtuig zijn later gebruikt bij de IC-rijtuigen. Deze rijtuigen werden op de volgende trajecten ingezet:
- Amsterdam – Maastricht (Intercity Plus)[2]
- Groningen – Den Haag (Ambtenarentrein)
- Den Haag – Heerlen
- Den Haag – Venlo

## Inzet bij de ONCF
Een aantal rijtuigen zijn verkocht aan de Marokkaanse spoorwegmaatschappij ONCF, die er de verbinding Fez - Marrakesh via Rabat en Casablanca mee onderhoudt.